# НАТО
Организацията на Северноатлантическия договор, НАТО (на английски: North Atlantic Treaty Organization, NATO; на френски: Organisation du traité de l'Atlantique nord, OTAN) е международна организация за военно сътрудничество, основана с подписването на Северноатлантическия договор на 4 април 1949 г. Седалището на организацията е в Брюксел. Наричан е също Северноатлантически алианс (North Atlantic Alliance) или само Алианса.
Основополагащ е член 5 от Вашингтонския договор, който гласи: „Страните се съгласяват, че въоръжено нападение срещу една или повече от тях в Европа или Северна Америка ще се разглежда като нападение срещу всички тях и всяка страна се съгласява, че при такова нападение, в силата на правото за индивидуална или колективна самозащита, признато от чл. 51 на Устава на ООН, ще окаже помощ на нападнатата страна или нападнатите страни, предприемайки незабавни действия, каквито смята за необходими, индивидуално или съвместно с други страни, включително използването на въоръжени сили, за възстановяване и поддържане на северноатлантическата област“.
Първоначално идеята на договора е, че евентуална атака от страна на Съветския съюз срещу някоя от европейските страни членки или САЩ ще се третира като атака срещу самите САЩ, които имат най-голямата армия и могат да окажат най-ефективна военна помощ. До такава атака обаче никога не се стига. Вместо това за първи път в историята на договора САЩ се позовават на член 5 на 12 септември 2001 във връзка с терористичните атаки на 11 септември 2001.
Договорът се позовава на чл. 51 от Устава на ООН, според който страните имат право на отбрана. Тази отбрана може да се осъществява както самостоятелно, така и колективно (с подкрепа от съюзни държави).

## История

### Учредяване
Договорът от Брюксел, подписан на 17 март 1948 г. от Белгия, Нидерландия, Люксембург, Франция и Обединеното кралство, се счита за предшественик на споразумението за НАТО. Договорът и съветската блокада на Берлин довеждат до създаването на „Организацията за отбрана“ на „Западноевропейския съюз“ през септември 1948 г. Участието на Съединените щати обаче се счита за необходимо противопоставяне на военната мощ на СССР и предотвратяване на възраждането на националистическия милитаризъм в Европа. Започналите почти веднага преговори за нов военен съюз рефлектират в създаването на Северноатлантическия договор, който е подписан във Вашингтон на 4 април 1949 г. Той включва петте държави от „Договора от Брюксел“, плюс Съединените щати, Канада, Португалия, Италия, Норвегия, Дания и Исландия. Обществената подкрепа за договора не е единодушна – част от исландците например участват в пронеутралните и антинатовски вълнения през март 1949 г.
Държавите се съгласяват, че въоръжено нападение срещу една от тях, в Европа или Северна Америка, ще се разглежда като нападение срещу всички тях. Впоследствие, те се споразумяват, че ако има въоръжено нападение, всяка от тях, упражнявайки правото на индивидуална или колективна самоотбрана, ще подпомогне атакуваната държава, като предприеме такива действия, каквито счете за необходими, включително употребата на въоръжена сила за възстановяване и поддържане на сигурността на Северноатлантическата зона. Договорът не изисква от членовете да реагират задължително с военни действия срещу агресор. Въпреки че са длъжни да отговорят, на държавите е предоставена свободата да избират начина, по който да го направят. Това се различава от член 4 на „Договора от Брюксел“, в разпоредбата на който ясно е посочено, че отговорът ще бъде военен по характер. Независимо от това, се приема, че членовете на НАТО ще помагат на нападнатата държава с военни средства. Договорът по-късно е изяснен, като в евентуалното нападение се включват територията на която и да е държава членка и нейните „кораби, сили или въздухоплавателни средства“ над Тропика на Рака, както и някои отвъдморски департаменти на Франция.
Създаването на НАТО довежда до някои стандартизации в съюзническите процедури, технологии и военна терминология, което в много случаи означава, че европейските страни възприемат американските практики. Приблизително 1300 споразумения за стандартизация (STANAG) кодифицират много от често срещаните практики, възприети от НАТО. Например боеприпасът (7,62 × 51 mm) е въведен през 50-те години на XX век като стандартен патрон на огнестрелните оръжия сред много страни членки на НАТО. Също така разпределителните сигнали за самолетите са стандартизирани, така че всички самолети на НАТО да могат да се приземяват на всяка база. Други стандарти, като например фонетичната азбука на НАТО, са навлезли дори в гражданска употреба.

### Студената война
Избухването на Корейската война през юни 1950 г. е от решаващо значение за НАТО, тъй като повдига очевидна заплаха от всички комунистически страни, работещи заедно, и принуждава алианса да разработи конкретни военни планове. SHAPE, върховната щаб-квартира на съюзническите сили в Европа (от Supreme Headquarters Allied Powers Europe), е сформирана като консолидирана командна структура, и през януари 1951 г. започва работа под командването на Върховния главнокомандващ на съюзническите сили Дуайт Айзенхауер. Лисабонската конференция от 1952 г., на която се търси начин да се осигурят силите, необходими за дългосрочния отбранителен план на НАТО, призовава за увеличаването им до деветдесет и шест дивизии. Това изискване обаче на следващата година е сведено до около тридесет и пет дивизии, с препоръката за по-интензивна употреба на ядрени оръжия. По това време, НАТО може да използва при нужда около петнадесет готови дивизии в Централна Европа, както и още десет в Италия и Скандинавия. В Лисабон също така е създаден постът Генерален секретар на НАТО като главна цивилна длъжност на организацията – за първи Генерален секретар е назначен лорд Хейстингс Исмей.
През септември 1952 г. започват първите големи военноморски учения на НАТО – учението „Мейнбрейс“ събира 200 кораба и над 50 000 души военен персонал за отреагиране за защита на Дания и Норвегия.
Други големи учения са например „Голям шлем“ и „Лонгстеп“, военноморски и амфибийни учения в Средиземно море; „Италик Уелд“, комбинирано военноморско, военновъздушно и сухопътно учение в Северна Италия; „Гранд Рипълс“, включващо британските сили по река Рейн (BAOR), холандския корпус и съюзническите военновъздушни сили в Централна Европа (AAFCE); „Монте Карло“, симулирано атомна въздушно-наземно учение, включващо Централната група армии и „Уелдфаст“, комбинирано десантно учение в Средиземно море, с участието на британски, гръцки, италиански, турски и американски военноморски сили.
Гърция и Турция също се присъединяват към съюза през 1952 г., пораждайки серия от противоречиви преговори, в които Съединените щати и Великобритания са основните спорещи, за това как да се включат двете страни към командната военна структура. През 1954 г. Съветският съюз предлага да се присъедини към НАТО, с цел да се запази мирът в Европа. Страните членки на НАТО, опасявайки се, че мотивът на Съветския съюз е да отслаби алианса, в крайна сметка отхвърлят това предложение. Включването на Западна Германия в организацията на 9 май 1955 г. е описано като „решаваща повратна точка в историята на нашия континент“ от Халвард Ланге, министър на външните работи на Норвегия по това време. Основната причина за влизането на Германия в съюза е, че без немските войски, ще е невъзможно да се извадят достатъчно конвенционални сили за противопоставяне на евентуално съветско нападение. Един от непосредствените резултати от това е създаването на Варшавския договор, който е подписан на 14 май 1955 г. от Съветския съюз, Унгария, Чехословакия, Полша, България, Румъния, Албания и Източна Германия, като по този начин ясно се очертават двете противостоящи страни в Студената война.
Три големи учения се провеждат едновременно през есента на 1957 г. Операция „Каунтър Пънч“, операция „Страйкбак“ и Операция „Дийп Уотър“ са най-мащабното военно мероприятие на съюза към днешна дата, с участието на повече от 250 000 души, 300 кораба и 1500 самолета, действащи от Норвегия до Турция.

### Оттеглянето на Франция
Единството на НАТО е нарушено рано в историята му с кризата, настъпила по време на президентството на Шарл дьо Гол във Франция. Дьо Гол протестира срещу водещата роля на САЩ в организацията и срещу това, което той счита за „специални отношения“ между САЩ и Обединеното кралство. В меморандум, изпратен до президента Дуайт Айзенхауер и министър-председателя Харолд Макмилан на 17 септември 1958 г., той настоява за създаването на тристранно управление, което би поставило Франция на равна нога със САЩ и Великобритания.
Считайки отговора, който получава меморандума му за незадоволителен, Дьо Гол започва изграждането на собствени отбранителни сили. Той иска да предостави на Франция възможност, в случай на нахлуване на ГДР във ФРГ, за сключване на отделен мир с Източния блок, вместо да бъде въвлечена в по-мащабна война между НАТО и Варшавския договор. През февруари 1959 г. Франция оттегля своя Средиземноморски флот от командването на НАТО. По-късно Дьо Гол забранява разполагането на чуждо ядрено оръжие на френска земя. Това принуждава Съединените щати да прехвърлят двеста военни самолета извън Франция и през 1967 г. да върнат на французите контрола над военновъздушните бази във Франция, с които оперират от 1950 г.
Въпреки че Франция показва солидарност с останалата част на НАТО по време на Кубинската криза през 1962 г., Дьо Гол продължава с усилията си за създаване на независима отбрана чрез изтеглянето на френските флоти в Атлантическия океан и Ла Манша от командването на НАТО. През 1966 г. всички френски въоръжени сили са оттеглени от обединеното военно командване на НАТО, а всички чужди войски на НАТО на френска територия – помолени да напуснат страната. Това оттегляне принуждава преместването на SHAPE от Роканкур, близо до Париж, в Касто, северно от Монс, Белгия, на 16 октомври 1967 г. Франция остава член на съюза, като, при евентуална комунистическа атака, се ангажира със защитата на Европа с френските сили, разположени на територията на Федерална република Германия по време на Студената война. Поредица от тайни споразумения между американски и френски служители, споразуменията Лемницър-Елере, подробно уточняват по какъв начин френските сили ще се включат обратно в командната структура на НАТО, ако избухнат военни действия между Изтока и Запада.

### Разведряване и ескалация
През по-голямата част от Студената война наблюдението на НАТО над Съветския съюз и Варшавския договор не води до директни военни действия. На 1 юли 1968 г. е отворен за подписване Договорът за неразпространение на ядрените оръжия: НАТО твърди, че споразуменията за споделяне на ядрените оръжия не нарушават договора, тъй като американските сили контролират оръжията, докато се вземе решение да се започне война – точка, в която договорът вече няма да е валиден. Малко държави знаят за споразуменията за споделяне на ядрени оръжия по това време, и те не са подложени на спор. През май 1978 г. страните от НАТО официално определят двете допълващи се цели на алианса – да поддържа сигурността и търси разведряване. Това трябва да означава съвпадането на нивото на силите, необходими за отбрана, с нивото на нападателните способности на Варшавския договор, без да се стимулира допълнително надпревара във въоръжаването.
На 12 декември 1979 г., в контекста на изграждането на ядрените възможности на Варшавския договор, министрите одобряват разполагането на американските крилати ракети „GLCM-(BGM-109G Ground Launched Cruise Missile)“ и „Пършинг II“ (стратегически ядрени оръжия) в Европа. Новите бойни глави са предназначени също така за засилване на позицията на Запада в преговорите за ядрено разоръжаване. Тази политика е наречена „политика на две писти“. По същият начин, през 1983 – 84 г., в отговор на разполагането от Варшавския договор на ракетите със среден обсег на действие СС 20 в Европа, НАТО разгръща модерните ракети „Пършинг II“, чиято задача е удари по военни цели като големи танкови съединения, в случай на война. Това действие довежда до мирни протести в цяла Западна Европа, а подкрепата за разполагането им е разколебана.
Членството на организацията, до този момент, остава общо взето непроменено. През 1974 г., като последица от турското нахлуване в Кипър, Гърция оттегля силите си от военната командна структура на НАТО, но със сътрудничеството на Турция, е приета обратно през 1980 г. На 30 май 1982 г., след референдум, новата демократична Испания се присъединява към алианса.

### След Студената война
Падането на комунистическите режими в Източна Европа и разпадането на Варшавския договор през 1991 г. премахва де факто основният противник на НАТО. Това предизвиква стратегическа преоценка на целите на организацията, нейният характер, задачи, и дори географски фокус. Договорът за конвенционалните въоръжени сили в Европа, сключен между държавите членки на НАТО и Съветския съюз и подписан в Париж през 1990 г., делегира определено намаляване на военните сили на континента. При разпадането на Съветския съюз през декември 1991 г., европейските страни отделят 34% от военните си разходи за НАТО; до 2012 г. разходите им спадат до 21%. НАТО също така започва постепенен процес на разширяване с независимите държави от Източна Европа, и включва в дейността си политически и хуманитарни ситуации, които преди това не влизат в задачите на съюза.
След края на Студената война, първото разширяване на НАТО е обединението на Германия на 3 октомври 1990 г., когато бившата Източна Германия става част от Федерална република Германия и съюза. Това е договорено в Договора „Две плюс четири“ по-рано през същата година. За да се гарантира съветското одобрение за обединена Германия, членуваща в НАТО, е договорено, че чужди войски и ядрени оръжия няма да се разполагат в източната ѝ част. През 2005 г., ученият Стивън Коен твърди, че тогава е поет ангажимент, че НАТО никога няма да се разширява на изток. Според Робърт Зелик обаче, тогава служител на Държавния департамент на САЩ и участващ в преговорния процес „Две плюс четири“, изглежда, че това е погрешно схващане и никога не е поеман подобен ангажимент. През май 2008 г. Горбачов повтаря мнението, че такъв ангажимент е направен и че „американците са обещали, че НАТО няма да се придвижи извън границите на Германия след края на Студената война“.
Като част от преструктурирането на съюза след края на Студената война, военната структура на НАТО е намалена и реорганизирана. Промените във военния баланс в Европа, предизвикани от колапса на Съветския съюз, са отбелязани в Адаптирания договор за конвенционалните въоръжени сили в Европа, подписан през 1999 г. Политиката на френския президент Никола Саркози води до основна реформа на военната позиция на Франция, което завършва със завръщането на Франция към пълноправно членство на 4 април 2009 г. – Франция се присъединява отново към обединеното военно командване на НАТО, като същевременно поддържа независими ядрени възпиращи сили.

## Страни членки

### Учредителки

#### 1949 г.
- Белгия
- Великобритания
- Дания
- Исландия
- Италия
- Канада
- Люксембург
- Нидерландия
- Норвегия
- Португалия
- САЩ
- Франция

Франция е страна учредителка, но излиза от военната структура на пакта през 1966 г., запазвайки мястото си в политическите структури, a през 2009 г. по време на мандата на президента Никола Саркози, се връща във военните структури.
Исландия е единствената страна член на НАТО, която няма свои въоръжени сили и се присъединява към пакта с условието, че няма да се налага да формира своя армия. Поради стратегическото ѝ разположение в Атлантическия океан по време на Студената война отбраната на острова се осигурява от постоянен американски контингент. След края ѝ и намалялото напрежение той е разформирован през 2006 г. След новото изостряне на отношенията с Русия през последните години на ротационен принцип за ограничени периоди от време за учения и въздушна полиция на острова се базират контингенти на останалите членки на организацията.

### Разширения

#### 1952 г.
- Гърция
- Турция

Гърция и Турция се присъединяват към организацията през февруари 1952 г.

#### 1955 г.
- Германия

На 23 октомври 1954 г. в Париж се подписва комплекс документи, сред тях резолюция на страните членки на НАТО за присъединяване на Федерална република Германия към Северноатлантическия пакт. Подписаните съглашения, в нарушение с Потсдамската конференция от 1945 г., предвиждаща демилитаризация на следвоенна Германия, засилват международното напрежение и довеждат до отговор от страна на Световната социалистическа система – създаването на Варшавския договор през пролетта на 1955 г.
След обединението на Германия през 1990 г. членство получава и бившата ГДР. Важен за отбелязване факт е, че до 31 август 1994 г. на тази територия (част от НАТО) се намират руски войски. Изтеглянето им оттам е най-голямото преместване на военна сила в мирно време след Втората световна война.

#### 1982 г.
- Испания

Испания се присъединява на 30 май 1982 г.

#### 1999 г.
- Полша
- Унгария
- Чехия

Бившите членки на Варшавския договор Полша, Унгария и Чехия се присъединяват на 12 март 1999 г.

#### 2004 г.
- България
- Естония
- Латвия
- Литва
- Румъния
- Словакия
- Словения

На 29 март 2004 г. към НАТО се присъединяват България, Естония, Латвия, Литва, Румъния, Словакия и Словения. Тъй като Литва, Латвия и Естония нямат военновъздушни сили, останалите страни членки охраняват въздушното им пространство на ротационен принцип.

#### 2009 г.
- Албания
- Хърватия

На срещата на НАТО в Букурещ, Румъния през април 2008 г., Албания и Хърватия са поканени да станат страни членки. Договорът за тяхното членство е подписан година по-късно на 2 април 2009 г. във Вашингтон.

#### 2017 г.
- Черна гора

През декември 2015 г. Черна гора получава покана за присъединяване към НАТО, като през май 2016 г. подписва протокола за присъединяване и фактическото членство е в сила от 5 юни 2017 г.

#### 2020 г.
- Северна Македония

През юли 2018 г. Северна Македония получава покана за присъединяване към НАТО, като на 21 март 2020 г. страната подписва протокола за присъединяване. Фактическото членство е в сила от 27 март 2020 г.

#### 2023 г.
През май 2022 г., седмици след началото на руското нападение срещу Украйна,  Финландия и Швеция заявяват желанието си да се присъединят към Алианса.
- Финландия

През април 2023 г. Финландия се присъединява към НАТО, като нейната кандидатура е одобрена от всички държави членки и фактическото членство е в сила от 4 април 2023 г.

#### 2024 г.
- Швеция

На 7 март 2024 г. Швеция се присъединява към Алианса след известно забавяне дължащо се на изразено резервирано отношение от страна на Турция и Унгария, но след постигнато съгласие става 32-ят пълноправен член на НАТО.

## Кандидати за членство

### 2022 г.
- Украйна

На 30 септември 2022 г. Украйна официално подава молба за присъединяване към НАТО по ускорена процедура. Преди да нападне Украйна през февруари същата година, Русия изисква от нея правно обвързващи гаранции, че страната никога няма да бъде приета в трансатлантическия отбранителен съюз. В деня на подписване на молбата от Украйна в Москва се провежда церемония по анексирането на частично окупираните от Русия Донецка, Луганска, Херсонска и Запорожка области, чиято легитимност не се признава нито от Украйна, нито от съюзниците в НАТО.

## Организационна структура

### Главна квартира
Главната квартира на НАТО се намира на булевард „Леополд III“ в Брюксел, столицата на Белгия.
Персоналът в Главната квартира се състои от национални делегации на страните членки, представителства на страните партньори и международен граждански и военен персонал, набиран от служещите във въоръжените сили на страните членки.

### Парламентарна асамблея
Организацията, отговорна за дефинирането на най-общите цели на НАТО е Парламентарната асамблея. Тя заседава два пъти годишно и взаимодейства пряко с парламентите на страните членки и асоциираните членове. Състои се от постоянни представители, избирани от националните парламенти.
Парламентарната асамблея дефинира политическия дневен ред на организацията чрез докладите на своите пет комитета:
- Комитет по гражданското измерение на сигурността
- Комитет „Отбрана и сигурност“
- Комитет „Икономика и сигурност“
- Политически комитет
- Комитет „Наука и техника“

Тези доклади дават основни насоки за политиката на НАТО въз основа на позицията на националните правителства и оказват влияние върху административните и изпълнителни институции на организацията.
Парламентарната асамблея гласува и обсъжда бюджета на организацията. Самият бюджет е разделен на две части:
- Цивилен бюджет – основава се на дарения, разработки в областта на науката и околната среда. Използва се за технически плащания (заплати), закупуване на техника и консумативи.
- Военен бюджет – формира се от членския внос на всяка страна членка, осъществените сделки по продажба на оръжия и боеприпаси, които са ратифицирани и одобрени от НАТО. Военният бюджет се използва за покриване на оперативни разходи и поддръжка на военната структура. Финансира се Международния военен секретариат, стратегическо командване, логистика и АУАКС (система за разузнаване).

### Северноатлантически съвет
Ръководен орган на НАТО е Северноатлантическият съвет единственият орган, чиито правомощия са изрично определени в договора от 1949 г. Той разполага с ефективни политически пълномощия и права за вземане на решения, състои се от постоянните представители 50 на всички страни членки, които заседават най-малко веднъж в седмицата. Съветът провежда и заседание на по-високо равнище министри на външните работи, министри на отбраната или правителствени, но неговите пълномощия за вземане на решения, техните статут и сила са еднакви, независимо от равнището, на което заседава. Съюзниците имат равни права при излагане на мнения, а решенията се взимат на основата на общото съгласие между тях. Съветът публикува декларации и комюникета. Съгласно договора, той има право да създава свои помощни органи. Впоследствие се формират редица комитети и планиращи групи, които подпомагат неговата работа или поемат отговорност за отделни области като планиране на отбраната, ядреното планиране и военни въпроси 51.
Северноатлантическият съвет е преди всичко политически орган. Осъществяваните от него консултации дават възможност на националните правителства да излагат своите виждания по въпроси от общ интерес или такива, изискващи колективни решения. Страните членки могат да имат позиции, доближаващи се да мнението на мнозинството, но в други случаи тяхната политика може да се различава от тази на съюзниците. Усилията на Съвета са насочени именно към търсене на допирните точки и за вземане на консенсусни решения.
НАТО е политически съюз и поради това политическата роля на Алианса има първостепенно значение. Неговата военна структура се наблюдава от Военния комитет, който действа под политическото ръководство на Северноатлантическия съвет, Комитета за планиране на отбраната и Групата за ядрено планиране. Във Военния комитет влизат началниците на генералните щабове на всички страни членки, изключение са Франция, която е представена от Военна мисия, и Исландия, представлявана от цивилно лице. На това равнище комитетът заседава най-малко два пъти годишно, но съюзниците са постоянно представени от национални военни представители. Военният комитет подготвя становища по военните въпроси за Северноатлантическия съвет, Комитета за планиране на отбраната и Групата за ядрено планиране и дава напътствия на Главните командвания на НАТО, които отговарят за въоръжените сили и осигуряват сигурността на стратегическата зона на действие на Алианса.

### Комитет за планиране на отбраната
Най-висшият военен орган в цялата организация. Членове на комитета са началниците на генералните щабове на отбраната на държавите членки на пакта. Заседанията на този орган са три пъти годишно, като при нужда могат да заседават по-често. Тризвездните генерали отговарят за всекидневната и оперативна част от работата на комитета. Те се намират в Щаба на НАТО в Брюксел. Голяма част от работата им минава в преговори, дискусии и срещи, които имат за цел да очертават курса на НАТО, но и да защитават интересите на страните членки в него. Когато се изготви военно решение, то трябва да се представи пред най-висшия политически орган на НАТО – Северноатлантическият съвет. Военния съвет има тясна връзка с двамата стратегически командващи, които спомагат за вземането на определено военно решение. Военния комитет е заема основна част във взимането на решения в НАТО и съдържа в себе си военни експерти, които подпомагат и осъществяват военната политика и стратегия на НАТО като организация.

### Председател на Военния комитет
Постът на председателя е избираем, той се избира от началниците по отбраната. Мандатът на председателя на този комитет е три години. Освен председателската позиция, председателят играе и много важна съветническа роля на Генералния секретар на НАТО, на Североатлантическия съвет, както и на други структури на организацията. Той е представително лице на Комитета, чийто председателски пост заема и управлява всички международни срещи, води дебати, дава военна експертиза по отношение на различни конфликти. Всяка от страните членки, притежава еднаква тежест при гласуване по проектите, които председателят внася за приемане. Председателят на Военния комитет е с най-висок военен статус в НАТО и е длъжност за висш офицер.

### Генерален секретар
Генералният секретар на НАТО е международен дипломат, който изпълнява функциите на главен представител на Организацията на Северноатлантическия договор и е неин основен говорител. Той отговаря за координацията на дейността на съюза, оглавява Северноатлантическия съвет и ръководи персонала на организацията. Генералният секретар следи за развитието и ръководи провеждането на консултации и вземането на решения в НАТО. Изпълнява ролята на председател на Съвета на НАТО, Комитета по планиране на отбраната и Групата за ядрено планиране. Подпомаган е в дейността си от заместник главен секретар, който го замества при негово отсъствие.
Генералният секретар на НАТО се избира от Съвета на НАТО и се назначава по общо съгласие от правителствата на държавите членки, след провеждане на консултации. Постът на генерален секретар винаги е бил заеман от европеец, а военното ръководство винаги е от представители на САЩ.
От 2017 г. генерален секретар на НАТО е Йенс Столтенберг, бивш министър-председател на Норвегия.

### Военни структури
IFOR/ИФОР
Силите за прилагане (IFOR) са ръководени от НАТО многонационални сили за налагане на мира в Босна и Херцеговина с едногодишен мандат от 20 декември 1995 г. до 20 декември 1996 г. под кодовото име операция „Джойнт ендевър“.
През есента на 1995 г., съгласно условията на Дейтънското споразумение, което слага край на гражданската война в Босна и Херцеговина, са изпратени 60 000 войници от НАТО, за да наложат споразумението.
През януари 1996 г. в Босна и Херцеговина е въведена и руска въздушно-десантна бригада, която по-късно става част от многонационалната дивизия на IFOR „Север“.
Самата мисия IFOR е създадена въз основа на Резолюция № 1088 на Съвета за сигурност на ООН от 12 декември 1996 г. като продължение на мисията на SFOR.
През 2003 г. американският контингент е изтеглен, а от ноември 2004 г. отговорността за мироопазващата мисия в Босна и Херцеговина се поема от Европейския съюз (контингентът на EUFOR в рамките на операция Алтеа). НАТО продължава да поддържа присъствие в Босна и Херцеговина под формата на военен щаб.